# Springhill (Montana)
Springhill – jednostka osadnicza w Stanach Zjednoczonych, w stanie Montana, w hrabstwie Gallatin.